# Marissa Minx
Marissa Minx (Brisbane; 6 de diciembre de 1988) es una actriz pornográfica y modelo erótica transexual australiana.

## Biografía
Natural de Brisbane, capital del estado australiano de Queensland, nació en diciembre de 1988. Su familia aceptó desde el primer momento su situación y condición, apoyándola en su proceso de transformación. "Mi familia y yo estamos increíblemente unidos, y tengo mucha suerte de tener esa comprensión [...] Supongo que siempre supieron que cuando estaba creciendo estaba atrapado en el cuerpo equivocado".
Comenzó su carrera en la industria del entretenimiento para adultos a finales de 2015, después de finalizar dicho proceso de transformación, debutando a los 28 años de edad. En sus inicios alternó escenas de películas con sesiones como modelo erótica y de glamour. Sus primeras escenas corrieron a cargo de la web Pure TS, rodando posteriormente su primera escena en pareja con el actor Christian XXX.
Como actriz ha trabajado con productoras como Transerotica, Grooby Productions, Trans Angels, Evil Angel, Trans500, Pulse Distribution, Mile High, Feminized, CX WOW, Gender X, Devil's Film, Pulse Distribution o Transsensual, entre otras.
Fue nominada en los Premios AVN en la categoría de Artista transexual del año en 2018 y 2020. Así mismo, fue nominada en 2018 a la Mejor escena de sexo transexual por Transsexual Cheerleaders 17.
Ha grabado más de 130 películas.
Algunos trabajos suyos han sido Angels Love Angels, Bang My Stepmom, Hot For Transsexuals 8, Stand By Your Trans, Trans Sexual Chemistry, Transexual Temptations, TS Wife Swap o Up and Cumming TS Starlets.

## Premios y nominaciones
| Año  | Ceremonia                  | Resultado | Premio                                   | Trabajo                     |
| ---- | -------------------------- | --------- | ---------------------------------------- | --------------------------- |
| 2018 | Premios AVN                | Nominada  | Artista transexual del año               | —                           |
| 2018 | Premios AVN                | Nominada  | Mejor escena de sexo transexual en grupo | Transsexual Cheerleaders 17 |
| 2018 | Transgender Erotica Awards | Nominada  | Mejor escena                             | Anal Gymnastics             |
| 2018 | Transgender Erotica Awards | Nominada  | Mejor modelo internacional               | —                           |
| 2018 | Transgender Erotica Awards | Nominada  | Mejor nueva cara                         | —                           |
| 2019 | Transgender Erotica Awards | Ganadora  | Mejor artista no estadounidense          | —                           |
| 2019 | Transgender Erotica Awards | Nominada  | Mejor Clipsite Star                      | —                           |
| 2020 | Premios AVN                | Nominada  | Artista transexual del año               | —                           |
| 2020 | Transgender Erotica Awards | Ganadora  | Mejor artista no estadounidense          | —                           |
| 2020 | Transgender Erotica Awards | Nominada  | Mejor escena chico/chica                 | Transsexual Addiction 5     |